# Davidijordania yabei
Davidijordania yabei är en fiskart som beskrevs av Anderson och Imamura 2008. Davidijordania yabei ingår i släktet Davidijordania och familjen tånglakefiskar. Inga underarter finns listade i Catalogue of Life.